# Hydraecia medialis
Hydraecia medialis är en fjärilsart som beskrevs av Smith 1894. Hydraecia medialis ingår i släktet Hydraecia och familjen nattflyn. Inga underarter finns listade i Catalogue of Life.

## Bildgalleri

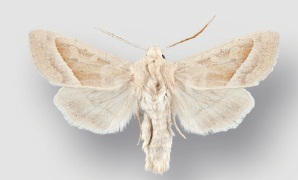